# Đội tuyển Fed Cup Uzbekistan
Đội tuyển Fed Cup Uzbekistan đại diện Uzbekistan ở giải đấu quần vợt Fed Cup và được quản lý bởi Liên đoàn Quần vợt Uzbekistan.  Đội hiện tại thi đấu ở Nhóm I khu vực châu Á/châu Đại Dương. Đội tuyển mùa giải 2009 gồmf Akgul Amanmuradova  Lưu trữ ngày 4 tháng 7 năm 2009 tại Wayback Machine (hạng WTA 63), Vlada Ekshibarova (hạng WTA 464) và Albina Khabibulina (không xếp hạng WTA).

## Lịch sử
Uzbekistan tham dự kì Fed Cup đầu tiên vào năm 1995.  Thành tích tốt nhất của đội là thứ 2 Nhóm I khu vực châu Á/châu Đại Dương năm 2011, thua trận playoff quyết định thăng hạng trước Nhật Bản. Trước năm 1993, các vận động viên Uzbekistan đại diện cho Liên Xô.